# Milena Kindziuk
Milena Kindziuk (ur. 14 maja 1970) – polska doktor nauk humanistycznych, autorka książek, dziennikarka, publicystka.

## Życiorys
Absolwentka filologii polskiej na Uniwersytecie Warszawskim. W 2013 uzyskała stopień doktora nauk humanistycznych w dyscyplinie historia na podstawie pracy Wizerunek medialny ks. Jerzego Popiełuszki w polskiej prasie w latach 1980–1984 (promotor – Józef Mandziuk). Wykłada jako adiunktka w Instytucie Edukacji Medialnej i Dziennikarstwa Uniwersytetu Kardynała Stefana Wyszyńskiego w Warszawie.
Pracowała jako dziennikarka m.in. w Katolickiej Agencji Informacyjnej, dzienniku „Życie”, „Gościu Niedzielnym”, „Tygodniku Solidarność”, „Przeglądzie Katolickim” i „Księdze Świętych”. W latach 2005–2011 była szefową warszawskiej edycji tygodnika „Niedziela”.  Stała współpracowniczka portalu wpolityce.pl oraz tygodnika „Sieci” i „W sieci historii”. Członkini zarządu Fundacji Bitwy Warszawskiej 1920.
W czerwcu 2020 została stałą publicystką tygodnika „Gość Niedzielny".

## Publikacje i książki
Jest autorką książek, m.in.:
- biografii bł. ks. Jerzego Popiełuszki (Świadek prawdy)[6],
- biografii kard. Józefa Glempa (Ostatni taki Prymas)[4],
- biografii Emilii Wojtyłowej (Matka Papieża)[4]
- Marianny Popiełuszko (Matka świętego)[4].
- Zgoda na świat. Rozmowy z ks. Janem Twardowskim (2001)[4], '
- Zaczęło się od Wadowic (2002),
- Wizerunek medialny ks. Jerzego Popiełuszki w polskiej prasie w latach 1980–1984 (2014),
- Rodzice Prezydenta (2015),
- Cuda księdza Jerzego. Dlaczego nie wszyscy są uzdrowieni (2016),
- Edmund Wojtyła. Brat św. Jana Pawła II (2022) ISBN 978-83-277-1895-2

Współautorka publikacji: 
- Jan Paweł II: Pielgrzym nadziei

a także haseł w Wielkiej Encyklopedii Jana Pawła II. Jest również autorką dokumentacji filmu dokumentalnego Sługa w reżyserii Ewy Świecińskiej o 25 latach pontyfikatu Jana Pawła II.
Autorka kilkuset artykułów prasowych.

## Nagrody i odznaczenia
- W kwietniu 2016 r. otrzymała nagrodę Feniks Specjalny 2016 za książkę Rodzice Prezydenta. Z prof. Janiną Milewską-Dudą i prof. Janem Dudą rozmawia Milena Kindziuk. Nagroda została przyznana przez Stowarzyszenie Wydawców Katolickich za – jak podano w uzasadnieniu – „szczerą, utrzymaną w niemal rodzinnej atmosferze rozmowę o najważniejszych sprawach: rodzinie, wierze, wartościach”[10].
- W 2017 odznaczona Brązowym Krzyżem Zasługi za zasługi w działalności na rzecz rozwoju nauki[11].